# Jiro Kuroshio
 (septembre 2021).
Sōjirō Higuchi (樋口 壮士朗, Higuchi Sōjirō), né le 19 septembre 1992 à Adachi, est un catcheur japonais plus connu sous le nom de Jirō "Ikemen" Kuroshio (黒潮"イケメン"二郎, Kuroshio "Ikemen" Jirō, qui peut être traduit par "le beau gosse" Jirō Kuroshio). 
Il travaille actuellement à la World Wrestling Entertainment dans la division NXT sous le nom Ikemen Jiro.

## Carrière

### Wrestle-1 (2014-2019)
Le 9 octobre 2015, lui, Seiki Yoshioka et Yasufumi Nakanoue battent new Wild order (Akira, Jun Kasai et Kumagoro) et remportent les UWA World Trios Championship. Le 3 novembre, ils perdent les titres contre Real Desperado (Kazma Sakamoto, Koji Doi et Nosawa Rongai). Le 27 novembre, ils battent Real Desperado et remportent les UWA World Trios Championship pour la deuxième fois.
Le 31 janvier 2016, ils perdent contre Minoru Tanaka, Kaz Hayashi et Tajiri et ne remportent pas les vacants UWA World Trios Championship.
Le 7 décembre, lui, Andy Wu, Daiki Inaba, Yusuke Kodama, Seiki Yoshioka, Koji Doi, Kumagoro et Kohei Fujimura forment le groupe NEW ERA. Le 9 décembre, il perd contre Masayuki Kōno et ne remporte pas le Wrestle-1 Championship,.
Le 2 septembre, il perd contre Shotaro Ashino et ne remporte pas le Wrestle-1 Championship.
Le 18 avril 2018, il conserve son titre contre Seigo Tachibana.
Le 22 juin, lui et Masato Tanaka battent Enfants Terribles (Shotaro Ashino et Kuma Arashi) et remportent les Wrestle-1 Tag Team Championship. Le 11 aout, ils perdent les titres contre Koji Doi et Shūji Kondō.
Le 21 mars, il perd contre T-Hawk et ne remporte pas le Wrestle-1 Championship.

### Dramatic Dream Team (2015-...2020)
Lors de Goodbye Hakata Starlanes!, il perd contre Konosuke Takeshita et ne remporte pas le KO-D Openweight Championship. Le 3 août 2019, il bat Akito et remporte le DDT Extreme Championship.

### All Japan Pro Wrestling (2016-2020)
Le 30 août, lui et Kento Miyahara perdent contre Violent Giants (Suwama et Shuji Ishikawa) et ne remportent pas les AJPW World Tag Team Championship.

### World Wrestling Entertainment (2020-...)
Le 2 décembre 2020, Jiro Kuroshio comme nouvelle recrue au WWE Performance Center.

## Palmarès
- All Japan Pro Wrestling
  - 1 fois Gaora TV Championship[18]

- Dramatic Dream Team
  - 1 fois DDT Extreme Division Championship

- Wrestle-1
  - 1 fois Wrestle-1 Result Championship
  - 1 fois Wrestle-1 Tag Team Championship avec Masato Tanaka
  - 4 fois UWA World Trios Championship avec Yasufumi Nakanoue et Seiki Yoshioka (2) et Kumagoro et Jay Freddie (1), Koji Doi et Kumagoro (1)
  - Road To Keiji Mutoh Tournament (2015)
  - Wrestle-1 Grand Prix (2017)

- Wrestling New Classic
  - Kito Cup (2012) avec Lin Byron et Tsubasa